# Acacia amambayensis
Acacia amambayensis é uma espécie de leguminosa do gênero Acacia, pertencente à família Fabaceae.